# Hormizd I. Kušanšah
Hormizd I. Kušanšah je bil od leta 275 do 300 kušanšah  Kušano-Sasanidskega kraljestva, * ni znano, † 300.
Njegovo vladanje je zaznamoval upor proti njegovemu bratu in suverenu, sasanidskemu kralju kraljev Bahramu II. (vladal 274–293).
Bil je prvi kušano-sasanidski vladar, ki je zahteval naslov "veliki kušanski kralj kraljev" namesto tradicionalnega naslova "veliki kušanski kralj", kar kaže na omembe vreden prehod v kušansko-sasanidski ideologiji in samopodobi ter morda neposreden spor z vladajočo vejo sasanidske družine. Do smrti Bahrama II. leta 293 je bil upor Hormizda I. Kušanšaha zadušen. Po uporu je vladal  do svoje smrti leta 300. Nasledil pa ga je njegov soimenjak Hormizd II. Kušanšah.

## Ime
Hormizd, izgovarja se tudi Ōhrmazd in Hormozd, je srednjeperzijska različica imena vrhovnega zoroastrskega božanstva, v avestanščini imenovanega Ahura Mazda. Staroperzijska različica imena je Auramazdā, grško prečrkovanje pa Hormisdas.

## Ozadje
Tako kot njegovi predhodniki je bil tudi Hormizd I. Kušanšah v bistvu guverner vzhodnega dela Sasanidskega cesarstva, ki je vključeval Tuharistan, Kabulistan in Gandaro. Kot tak je uporabljal naslov  kušanšah – kralj Kušana, ki je kazal na povezavo s predhodniki. Hormizd I. Kušanšah  je bil verjetno sin sasanidskega kralja Bahrama I. (vladal 271–274), ki je umrl leta 274. Nasledil ga je sin Bahram II. (vladal 274–293), kateremu se je Hormizd uprl.

## Vladanje
Hormizd I. Kušanšah je bil prvi kušano-sasanidski vladar, ki je koval svoj denar. Na kovancih se naslavlja z "veliki kralj kraljev Kušana" in ne tradicionalno "veliki kralj Kušana". To pomeni, da je privzel naslov, ki so ga prvotno imeli vladarji Kušanskega cesarstva, in morda kaže na spremembo ideologije, samopodobe ali spor z vladajočo vejo sasanidske družine.
Prizadevaja Hormizda I. Kušanšaha so podpirali Sakastani, Gilaki in Kušani. V Sakastanu se je zgodil še en upor, ki ga je vodil Hormizdov bratranec Hormizd Sakastanski, za katerega se domneva, da bi lahko bil on sam ali pa tudi ne. Istočasno je potekal upor v Huzistanu pod vodstvom velikega svečenika (mowbed), ki se je za nekaj časa osamosvojil.
Ko je rimski cesar Kar izvedel za državljanslo vojno v Sasanidskem cesarstvu, se je odločil izkoristiti priložnost in leta 283 izpeljal pohod na cesarstvo. Medtem ko je bil Bahram II. na vzhodu, je vdrl v Mezopotamijo in celo oblegal sasanidsko prestolnico Ktezifon, ne da bi naletel na večji odpor. Sasanidi  zaradi resnih notranjih težav takrat niso mogli vzpostaviti učinkovite in usklajene obrambe. Kar in njegova vojska sta morda celo osvojila Ktezifon. Kar je kmalu zatem umrl, morda zaradi udara strele, in rimska vojska se je umaknila. Mezopotamijo so ponovno zasedli Sasanidi. Naslednje leto je Bahram II. sklenil mir z Rimljani, ki jim je zdaj vladal Dioklecijan, ki se je soočal z lastnimi notranjimi težavami.
Do smrti Bahrama II. leta 293 so bili upori na vzhodu zadušeni. Za guvernerja Sakastana je bil imenovan Bahramov sin Bahram III. z naslovom sakanšah, kralj Sakastana. Hormizd I. Kušanšah je vladal do leta 300. Nasledil ga je njegov soimenjak Hormizd II. Kušanšah.

## Denar
Kovanci Hormizda I. Kušanšaha so se kovali v Kabulu, Balhu, Heratu in Mervu. Veliko zgodnjih bakrenih kovancev Hormizda I. Kušanšaha z juga Hindukuša je prekoval kušanski cesar Vasudeva II. (vladal  275–300).
 Nekaj kovancev Hormizda I. posnema kušanske kovance: na obverzu je upodobljen vladar v vojaški opravi, na reverzu pa bog Oešo. Drugi kovanci so bolj podobni sasanidskim: na obverzu je Hormizdov portret v sasanidskem slogu, na reverzu pa ognjeni oltar ali božanstvo.
Na kovancih nosi Hormizd I. krono v obliki levje glave. Lev je bil simbol Nane, vzhodne dvojnice boginje Anahite, boginje plodnosti, izpeljanke mezopotamske Inane. Levi, leopardi in mačke so se v zaratustrstvu šteli za hudobne živali in bili zato v nemilosti. Leva so Kušano-Sasanidi ne glede na to izbrali za simbol boginje Nane/Anahite.